# Jhayco
Jhayco, bis Anfang 2022 auch Jhay Cortez (* 9. April 1993 in San Juan; bürgerlich Jesús Manuel Nieves Cortés), ist ein puerto-ricanischer Reggaeton-Sänger und Rapper.

## Karriere
Jhay Cortez wurde 1993 in San Juan geboren. Bereits mit elf Jahren begann er, erste eigene Liedtexte zu schreiben. Als Teenager arbeitete er bereits an Alben anderer namhafter Künstler mit, z. B. Los Verdaderos von Zion y Lennox.
Seinen kommerziellen Durchbruch feierte er mit der Anfang 2019 veröffentlichten Single No Me Conoce, mit der er u. a. die Top 10 der spanischen Charts erreichte.
Im Mai 2019 erschien sein Debütalbum Famouz, mit welchem er bis in die Top 10 der Billboard Top Latin Albums aufstieg.
Zusammen mit Reggaeton-Kollege Bad Bunny nahm er 2020 die Single Dákiti auf, welche mit Platz fünf in den Billboard Hot 100 sein größter Mainstream-Erfolg außerhalb der Latin-Szene wurde.
Mit seinem zweiten Studioalbum Timelezz schaffte er es auf Platz eins der US-Latin-Charts.
Anfang 2022 gab er bekannt, zukünftig unter dem Namen „Jhayco“ aufzutreten.

## Diskografie

### Alben
| Jahr | Titel Musiklabel                                    | Höchstplatzierung, Gesamtwochen, AuszeichnungChartplatzierungen (Jahr, Titel, Musiklabel, Platzierungen, Wochen, Auszeichnungen, Anmerkungen) | Höchstplatzierung, Gesamtwochen, AuszeichnungChartplatzierungen (Jahr, Titel, Musiklabel, Platzierungen, Wochen, Auszeichnungen, Anmerkungen) | Höchstplatzierung, Gesamtwochen, AuszeichnungChartplatzierungen (Jahr, Titel, Musiklabel, Platzierungen, Wochen, Auszeichnungen, Anmerkungen) | Anmerkungen                             |
| Jahr | Titel Musiklabel                                    | US | Latin | ES | Anmerkungen                             |
| ---- | --------------------------------------------------- | --- | --- | --- | --------------------------------------- |
| 2019 | Famouz N&E Entertainment (N&E)                      | — | Latin5 ×3Dreifachplatin · (223 Wo.)Latin | — | Erstveröffentlichung: 24. Mai 2019      |
| 2021 | Timelezz Universal Latino (UMG)                     | US70 (1 Wo.)US | Latin1 Platin · (35 Wo.)Latin | ES4 Gold · (117 Wo.)ES | Erstveröffentlichung: 3. September 2021 |
| 2024 | Le Clique: Vida Rockstar (X) Universal Latino (UMG) | US77 (1 Wo.)US | Latin6 ×2Doppelplatin · (11 Wo.)Latin | ES1 Gold · (… Wo.)ES | Erstveröffentlichung: 6. September 2024 |

### Singles
| Jahr | Titel Album                                  | Höchstplatzierung, Gesamtwochen, AuszeichnungChartplatzierungen (Jahr, Titel, Album, Platzierungen, Wochen, Auszeichnungen, Anmerkungen) | Höchstplatzierung, Gesamtwochen, AuszeichnungChartplatzierungen (Jahr, Titel, Album, Platzierungen, Wochen, Auszeichnungen, Anmerkungen) | Höchstplatzierung, Gesamtwochen, AuszeichnungChartplatzierungen (Jahr, Titel, Album, Platzierungen, Wochen, Auszeichnungen, Anmerkungen) | Höchstplatzierung, Gesamtwochen, AuszeichnungChartplatzierungen (Jahr, Titel, Album, Platzierungen, Wochen, Auszeichnungen, Anmerkungen) | Höchstplatzierung, Gesamtwochen, AuszeichnungChartplatzierungen (Jahr, Titel, Album, Platzierungen, Wochen, Auszeichnungen, Anmerkungen) | Anmerkungen                                                                            |
| Jahr | Titel Album                                  | DE | CH | US | Latin | ES | Anmerkungen                                                                            |
| --- | -------------------------------------------- | --- | --- | --- | --- | --- | -------------------------------------------------------------------------------------- |
| als Jhay Cortez |                                              | | | | | |                                                                                        |
| |                                              | | | | | |                                                                                        |
| 2019 | No Me Conoce Famouz                          | — | — | — | — | ES4 ×7Siebenfachplatin · (46 Wo.)ES | Erstveröffentlichung: 22. Februar 2019                                                 |
| 2019 | No Me Conoce (Remix) Famouz                  | — | — | US71 (14 Wo.)US | Latin4 ×9Neunfachdiamant · (41 Wo.)Latin                                                                                                 | — | Erstveröffentlichung: 17. Mai 2019 feat. J Balvin & Bad Bunny                          |
| 2020 | Medusa –                                     | — | — | — | Latin12 Diamant · (13 Wo.)Latin | ES5 ×2Doppelplatin · (16 Wo.)ES | Erstveröffentlichung: 5. Februar 2020 mit Anuel AA & J. Balvin                         |
| 2020 | Como Se Siente (Remix) –                     | — | — | — | Latin7 (24 Wo.)Latin | — | Erstveröffentlichung: 9. Mai 2020 mit Bad Bunny                                        |
| 2020 | Dákiti El último tour del mundo              | DE88 (1 Wo.)DE | CH12 (37 Wo.)CH | US5 (28 Wo.)US | Latin1 ×2×4Doppeldiamant + Vierfachplatin · (78 Wo.)Latin                                                                                | ES1 ×9Neunfachplatin · (80 Wo.)ES | Erstveröffentlichung: 30. Oktober 2020 mit Bad Bunny                                   |
| 2021 | Los Bo Timelezz                              | — | — | — | Latin— GoldLatin | ES46 Gold · (2 Wo.)ES | Erstveröffentlichung: 7. Januar 2021 feat. Myke Towers                                 |
| 2021 | Fiel Los Legendarios 001                     | — | CH81 (4 Wo.)CH | US62 (9 Wo.)US | Latin5 ×4Diamant + Vierfachplatin · (26 Wo.)Latin                                                                                        | ES1 ×5Fünffachplatin · (42 Wo.)ES | Erstveröffentlichung: 5. Februar 2021 mit Los Legendarios & Wisin                      |
| 2021 | Christian Dior Timelezz                      | — | — | — | Latin28 (14 Wo.)Latin | ES27 Platin · (12 Wo.)ES | Erstveröffentlichung: 12. März 2021                                                    |
| 2021 | Fiel (Remix) –                               | — | — | — | Latin— ×8AchtfachplatinLatin | ES9 ×2Doppelplatin · (13 Wo.)ES | Erstveröffentlichung: 15. Juni 2021 mit Los Legendarios, Wisin, Anuel AA & Myke Towers |
| 2021 | 911 (Remix) –                                | — | — | — | Latin7 (24 Wo.)Latin | ES11 ×2Doppelplatin · (18 Wo.)ES | Erstveröffentlichung: 9. Juli 2021 mit Sech                                            |
| 2021 | En mi cuarto Timelezz                        | — | — | — | Latin22 ×2Doppelplatin · (2 Wo.)Latin | ES31 Platin · (15 Wo.)ES | Erstveröffentlichung: 30. Juli 2021 feat. Skrillex                                     |
| 2021 | Delincuente –                                | — | — | — | — | ES94 (1 Wo.)ES | Erstveröffentlichung: 13. August 2021 mit Sebastián Yatra                              |
| 2021 | Ley seca Timelezz                            | — | — | — | Latin12 (25 Wo.)Latin | ES2 ×5Fünffachplatin · (48 Wo.)ES | Erstveröffentlichung: 3. September 2021 mit Anuel AA                                   |
| 2021 | Emojis de corazones Multimillo, Vol. 1       | — | — | — | Latin22 Platin · (7 Wo.)Latin | ES68 Gold · (8 Wo.)ES | Erstveröffentlichung: 24. September 2021 mit Los Legendarios, Wisin & Ozuna            |
| 2021 | Súbelo Las leyendas nunca mueren             | — | — | — | Latin12 (20 Wo.)Latin | ES15 Platin · (12 Wo.)ES | Erstveröffentlichung: 18. November 2021 mit Anuel AA & Myke Towers                     |
| 2022 | Sensual Bebé –                               | — | — | — | Latin20 (20 Wo.)Latin | ES28 Gold · (4 Wo.)ES | Erstveröffentlichung: 11. März 2022                                                    |
| 2022 | Llueve La Última Misión                      | — | — | — | Latin— GoldLatin | ES92 (1 Wo.)ES | Erstveröffentlichung: 26. Mai 2022 mit Wisin & Yandel & Sech                           |
| 2022 | Ande Con Quien Ande –                        | — | — | — | Latin49 Platin · (1 Wo.)Latin | ES56 Gold · (4 Wo.)ES | Erstveröffentlichung: 18. August 2022 mit Myke Towers                                  |
| 2022 | En La De Ella –                              | — | — | — | Latin26 (18 Wo.)Latin | ES20 Platin · (9 Wo.)ES | Erstveröffentlichung: 21. Oktober 2022 mit Feid & Sech                                 |
| als Jhayco |                                              | | | | | |                                                                                        |
| |                                              | | | | | |                                                                                        |
| 2023 | Cuerpecito Le Clique: Vida Rockstar (X)      | — | — | — | Latin— ×4VierfachplatinLatin | ES38 Platin · (4 Wo.)ES | Erstveröffentlichung: 31. März 2023                                                    |
| 2023 | Mami Chula Le Clique: Vida Rockstar (X)      | — | — | — | Latin— ×3DreifachplatinLatin | ES5 ×3Dreifachplatin · (21 Wo.)ES | Erstveröffentlichung: 28. April 2023 feat. Quevedo                                     |
| 2023 | Fantasma / AVC Data                          | — | — | — | — | ES69 Gold · (4 Wo.)ES | Erstveröffentlichung: 1. Juni 2023 mit Tainy                                           |
| 2023 | En to lao –                                  | — | — | — | — | ES51 Platin · (5 Wo.)ES | Erstveröffentlichung: 9. Juni 2023 mit Haze                                            |
| 2023 | Rockstar 2.0 Antes de Ameri                  | — | — | — | — | ES26 Gold · (3 Wo.)ES | Erstveröffentlichung: 21. Juni 2023 mit Duki                                           |
| 2023 | Holanda Le Clique: Vida Rockstar (X)         | — | — | — | Latin32 ×9Neunfachplatin · (11 Wo.)Latin                                                                                                 | ES3 ×4Vierfachplatin · (37 Wo.)ES | Erstveröffentlichung: 28. Juli 2023                                                    |
| 2023 | Ex-Special Le Clique: Vida Rockstar (X)      | — | — | — | Latin22 ×4Vierfachplatin · (2 Wo.)Latin                                                                                                  | ES58 (2 Wo.)ES | Erstveröffentlichung: 1. September 2023 feat. Peso Pluma                               |
| 2024 | KTM Le Clique: Vida Rockstar (X)             | — | — | — | Latin— PlatinLatin | ES34 (2 Wo.)ES | Erstveröffentlichung: 22. März 2024 feat. Bryant Myers & Luar La L                     |
| 2024 | Passoa Le Clique: Vida Rockstar (X)          | — | — | — | Latin— PlatinLatin | ES36 Gold · (10 Wo.)ES | Erstveröffentlichung: 9. August 2024 feat. Kapo                                        |
| 2024 | Grecia Le Clique: Vida Rockstar (X)          | — | — | — | — | ES98 (1 Wo.)ES | Erstveröffentlichung: 30. August 2024                                                  |
| 2024 | 58 Le Clique: Vida Rockstar (X)              | — | — | — | — | ES38 (… Wo.)ES | Erstveröffentlichung: 5. September 2024 feat. Dei V                                    |
| 2024 | Porsche Carrera Le Clique: Vida Rockstar (X) | — | — | — | — | ES79 (1 Wo.)ES | Erstveröffentlichung: 5. September 2024 feat. Yandel & Haze                            |
| 2024 | No entiendo Le Clique: Vida Rockstar (X)     | — | — | — | — | ES80 (1 Wo.)ES | Erstveröffentlichung: 5. September 2024 feat. Eladio Carrión & Omar Courtz             |
| 2024 | Si no es contigo (Remix) –                   | — | — | — | — | ES63 (2 Wo.)ES | Erstveröffentlichung: 17. Oktober 2024 mit Cris MJ & Kali Uchis                        |
| Folgende Lieder erschienen nicht als Single, wurden aber durch das Album zum Download und Streaming bereitgestellt und konnten somit eine Platzierung erlangen: |                                              | | | | | |                                                                                        |
| |                                              | | | | | |                                                                                        |
| 2019 | Easy Famouz                                  | — | — | — | Latin— ×3DreifachplatinLatin | ES5 ×3Dreifachplatin · (41 Wo.)ES |                                                                                        |
| 2020 | Como Se Siente Famouz Reloaded               | — | — | — | — | ES6 ×4Vierfachplatin · (20 Wo.)ES |                                                                                        |
| 2021 | Dile (Homenaje) Timelezz                     | — | — | — | — | ES5 ×4Vierfachplatin · (38 Wo.)ES |                                                                                        |
| 2023 | Pasiempre Data                               | — | — | — | Latin28 (2 Wo.)Latin | ES32 Platin · (4 Wo.)ES | mit Tainy & Arcángel feat. Myke Towers, Omar Courtz & Arca                             |

Weitere Singles
- 2018: Deseos (mit Bryant Myers, US: Gold (Latin))
- 2018: Se supone (Remix) (mit Darell & Ñengo Flow feat. Almighty, Miky Woodz & Mykw Towers, US: Gold (Latin))
- 2018: Estan pa mi (mit J. Balvin, US: Gold (Latin))
- 2019: Deseame suerte (mit Karol G & Haze, US: Gold (Latin))
- 2020: Dispo (mit Brytiago, US: Gold (Latin))
- 2020: La calle (mit Alex Sensation, Myke Towers, Arcángel, De La Ghetto & Darell, ES: Gold)
- 2020: 100 (Los G6 pres. Darell, Jhay Cortez, De La Ghetto, Eladio Carrión, Lil Geniuz & Sinfonico, US: Gold (Latin))
- 2020: Dime a ve (US: Gold (Latin))
- 2020: Prendemos (mit Haze & Lunay, US: ×2Doppelplatin (Latin) )
- 2020: Pegate (Remix) (mit Mora, ES: Gold)
- 2020: Kobe en la (US: Gold (Latin))
- 2023: Corazón Roto pt. 3 (mit Brray, Anuel AA, Chencho Corleone & Ryan Castro, US: ×2Doppelplatin (Latin) )
- 2024: Torii (US: Platin (Latin))

### Gastbeiträge
| Jahr | Titel Album              | Höchstplatzierung, Gesamtwochen, AuszeichnungChartplatzierungen (Jahr, Titel, Album, Platzierungen, Wochen, Auszeichnungen, Anmerkungen) | Höchstplatzierung, Gesamtwochen, AuszeichnungChartplatzierungen (Jahr, Titel, Album, Platzierungen, Wochen, Auszeichnungen, Anmerkungen) | Höchstplatzierung, Gesamtwochen, AuszeichnungChartplatzierungen (Jahr, Titel, Album, Platzierungen, Wochen, Auszeichnungen, Anmerkungen) | Höchstplatzierung, Gesamtwochen, AuszeichnungChartplatzierungen (Jahr, Titel, Album, Platzierungen, Wochen, Auszeichnungen, Anmerkungen) | Höchstplatzierung, Gesamtwochen, AuszeichnungChartplatzierungen (Jahr, Titel, Album, Platzierungen, Wochen, Auszeichnungen, Anmerkungen) | Anmerkungen |
| Jahr | Titel Album              | DE | CH | US | Latin | ES | Anmerkungen |
| --- | ------------------------ | --- | --- | --- | --- | --- | --- |
| 2020 | Only Fans (Remix) –      | — | — | — | Latin— ×2DoppelplatinLatin | ES94 Gold · (3 Wo.)ES | Erstveröffentlichung: 23. Oktober 2020 Young Martino presenta Brray & Joyce Santana feat. Lunay, Myke Towers & Jhay Cortez |
| 2021 | Súbele el volumen –      | — | — | — | — | ES62 (4 Wo.)ES | Erstveröffentlichung: 16. Juli 2021 Daddy Yankee feat. Jhay Cortez & Myke Towers                                           |
| 2021 | Magnum Infinity          | — | — | — | Latin41 (1 Wo.)Latin | ES78 (1 Wo.)ES | Erstveröffentlichung: 27. August 2021 Nicky Jam feat. Jhay Cortez                                                          |
| 2024 | Bby Boo (Remix) –        | — | — | — | Latin27 ×4Vierfachplatin · (12 Wo.)Latin                                                                                                 | ES6 ×2Doppelplatin · (18 Wo.)ES | Erstveröffentlichung: 27. März 2024 Izaak feat. Jhayco & Anuel AA                                                          |
| Folgende Lieder erschienen nicht als Single, wurden aber durch das Album zum Download und Streaming bereitgestellt und konnten somit eine Platzierung erlangen: |                          | | | | | | |
| |                          | | | | | | |
| 2021 | 512 Primer Dia de Clases | — | — | — | — | ES8 ×3Dreifachplatin · (30 Wo.)ES | Mora feat. Jhay Cortez |
| 2022 | Memorias Microdosis      | — | — | — | — | ES6 ×7Siebenfachplatin · (77 Wo.)ES | Mora feat. Jhay Cortez |
| 2022 | Tarot Un verano sin ti   | — | — | US18 (20 Wo.)US | Latin7 (26 Wo.)Latin | ES2 ×6Sechsfachplatin · (45 Wo.)ES | Bad Bunny feat. Jhay Cortez                                                                                                |
| 2023 | Fenti Cosmo              | — | — | — | — | ES79 (1 Wo.)ES | Charteinstieg: 24. November 2023 Ozuna feat. Jhayco                                                                        |

Weitere Gastbeiträge
- 2018: Darte (Remix) (Alex Rose feat. Myke Towers, Ñengo Flow, Bryant Myers, Noriel, Miky Woodz, Juhn Allstar, Jhay Cortez & Caspar Magico, ES: Gold, US: ×4Vierfachplatin (Latin) )
- 2023: Corazon roto (Remix) (Brray feat. Jhayco & Ryan Castro, US: ×7Siebenfachplatin (Latin) )

## Auszeichnungen für Musikverkäufe
| Silberne Schallplatte - Vereinigtes Königreich - 2024: für die Single Dákiti Goldene Schallplatte - Italien - 2021: für die Single No Me Conoce - 2021: für die Single Fiel - 2024: für die Single Holanda - 2024: für das Lied Tarot - Neuseeland - 2025: für die Single Dákiti - Norwegen - 2023: für die Single Dákiti - Portugal - 2020: für die Single No Me Conoce - Schweden - 2024: für die Single Dákiti - Spanien - 2024: für das Lied Dónde? - 2024: für das Lied Subiendo de nivel - 2024: für das Lied Esta dejá - Vereinigte Staaten - 2019: für das Lied Costear (Latin) - Zentralamerika - 2022: für die Single Christian Dior - 2023: für die Single En La De Ella Platin-Schallplatte - Argentinien - 2023: für die Single Holanda - Chile - 2019: für die Single No Me Conoce (Remix) - 2022: für die Single Ley seca - Kolumbien - 2019: für das Lied Wild - Mexiko - 2023: für das Lied Memorias - Spanien - 2024: für das Lied Tokyo - 2025: für das Lied Imaginaste - Vereinigte Staaten - 2020: für das Lied Imaginaste (Latin) - Zentralamerika - 2022: für die Single Ley seca | 2× Platin-Schallplatte - Brasilien - 2024: für die Single No Me Conoce - Mexiko - 2023: für das Lied 512 5× Goldene Schallplatte - Mexiko - 2019: für die Single No Me Conoce (Remix) 3× Platin-Schallplatte - Italien - 2024: für die Single Dákiti - Portugal - 2022: für die Single Dákiti Diamantene Schallplatte - Frankreich - 2021: für die Single Dákiti - Mexiko - 2023: für die Single Fiel |

Anmerkung: Auszeichnungen in Ländern aus den Charttabellen bzw. Chartboxen sind in ebendiesen zu finden.
| Land/RegionAuszeichnungen für Musikverkäufe (Land/Region, Auszeichnungen, Verkäufe, Quellen) | Silber  | Gold       | Platin         | Diamant       | Verkäufe   | Quellen                 |
| -------------------------------------------------------------------------------------------- | ------- | ---------- | -------------- | ------------- | ---------- | ----------------------- |
| Argentinien (CAPIF)                                                                          | —       | —          | Platin1        | —             | 20.000     | Einzelnachweise         |
| Brasilien (PMB)                                                                              | —       | —          | 2× Platin2     | —             | 80.000     | pro-musicabr.org.br     |
| Chile (IFPI)                                                                                 | —       | —          | 2× Platin2     | —             | 320.000    | Einzelnachweise         |
| Frankreich (SNEP)                                                                            | —       | —          | —              | Diamant1      | 333.333    | snepmusique.com         |
| Italien (FIMI)                                                                               | —       | 4× Gold4   | 3× Platin3     | —             | 470.000    | fimi.it                 |
| Kolumbien (ASINCOL)                                                                          | —       | —          | Platin1        | —             | 10.000     | Einzelnachweise         |
| Mexiko (AMPROFON)                                                                            | —       | Gold1      | 5× Platin5     | Diamant1      | 1.270.000  | Einzelnachweise         |
| Neuseeland (RMNZ)                                                                            | —       | Gold1      | —              | —             | 15.000     | radioscope.co.nz        |
| Norwegen (IFPI)                                                                              | —       | Gold1      | —              | —             | 30.000     | ifpi.no                 |
| Portugal (AFP)                                                                               | —       | Gold1      | 3× Platin3     | —             | 35.000     | Einzelnachweise         |
| Schweden (IFPI)                                                                              | —       | Gold1      | —              | —             | 60.000     | Einzelnachweise         |
| Spanien (Promusicae)                                                                         | —       | 16× Gold16 | 76× Platin76   | —             | 4.920.000  | elportaldemusica.es ES2 |
| Vereinigte Staaten (RIAA)                                                                    | —       | 11× Gold11 | 74× Platin74   | 13× Diamant13 | 12.570.000 | riaa.com                |
| Vereinigtes Königreich (BPI)                                                                 | Silber1 | —          | —              | —             | 200.000    | bpi.co.uk               |
| Zentralamerika (CFC)                                                                         | —       | 2× Gold2   | Platin1        | —             | 140.000    | cfc-musica.com          |
| Insgesamt                                                                                    | Silber1 | 38× Gold38 | 168× Platin168 | 15× Diamant15 |            |                         |